# 페리시안화 칼륨

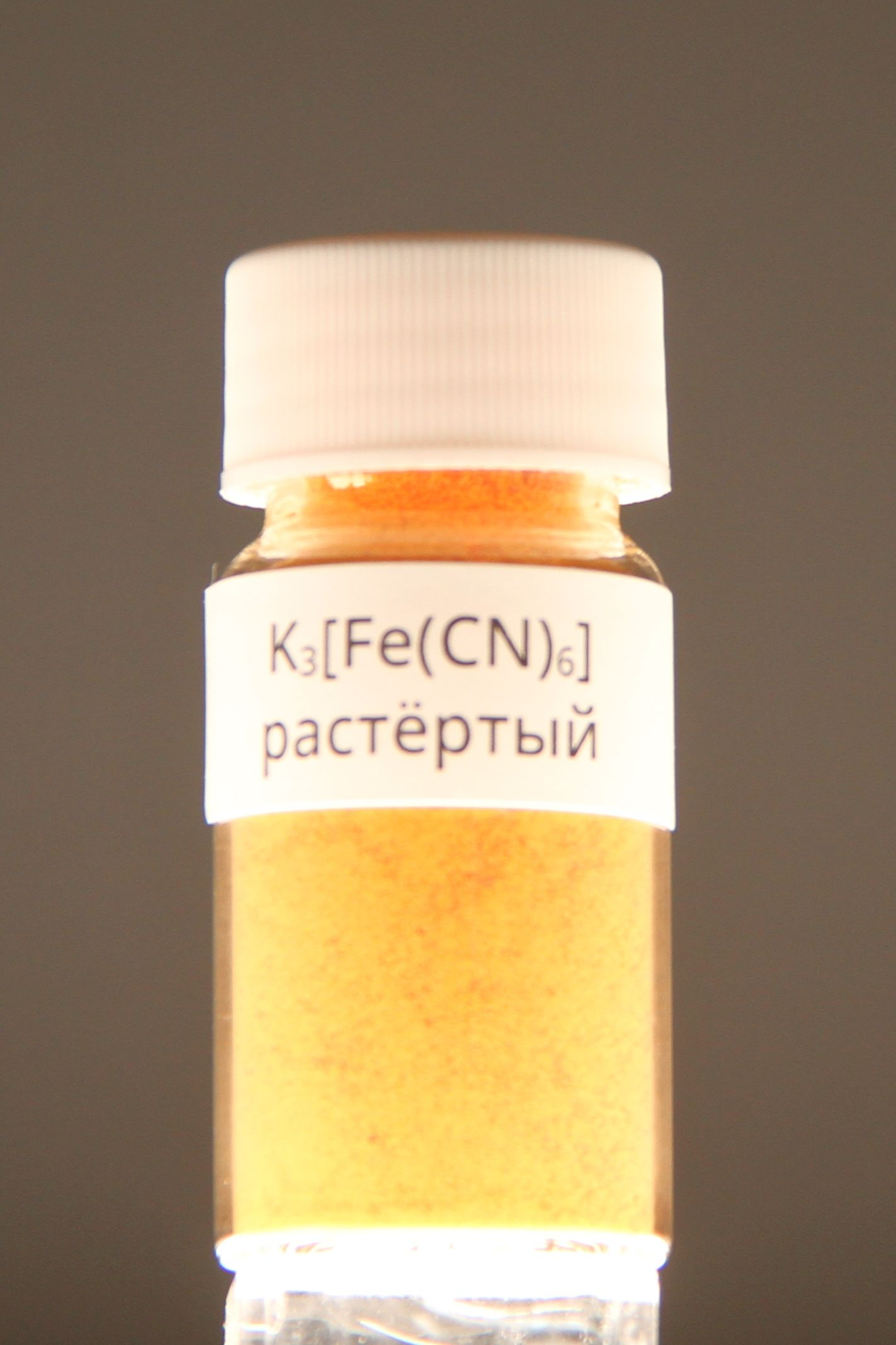
Potassium ferricyanide when milled has lighter color

페리시안화 칼륨(Potassium ferricyanide)은 화학식 K3[Fe(CN)6]을 갖는 화합물이다. 밝고 붉은 빛을 내는 염으로, 팔면체형 분자기하적 배위 화합물인 페리시안 화합물 이온을 함유하고 있다. 물에 녹으면 약간의 녹색-황색의 형광을 보인다. 1822년 레오폴트 그멜린에 의해 발견되었다.

## 준비
2 K4[Fe(CN)6] + Cl2 → 2 K3[Fe(CN)6] + 2 KCl

## 안전
낮은 독성을 보이지만 눈과 피부에 다소 자극을 준다. 그러나 산성이 매우 강한 상태에서는 아래 식에 따라 독성이 강한 사이안화 수소 기체로 발전한다:
6 H+ + [Fe(CN)6]3− → 6 HCN + Fe3+

## 같이 보기
- 페로시안화 칼륨